# 樂拋101站

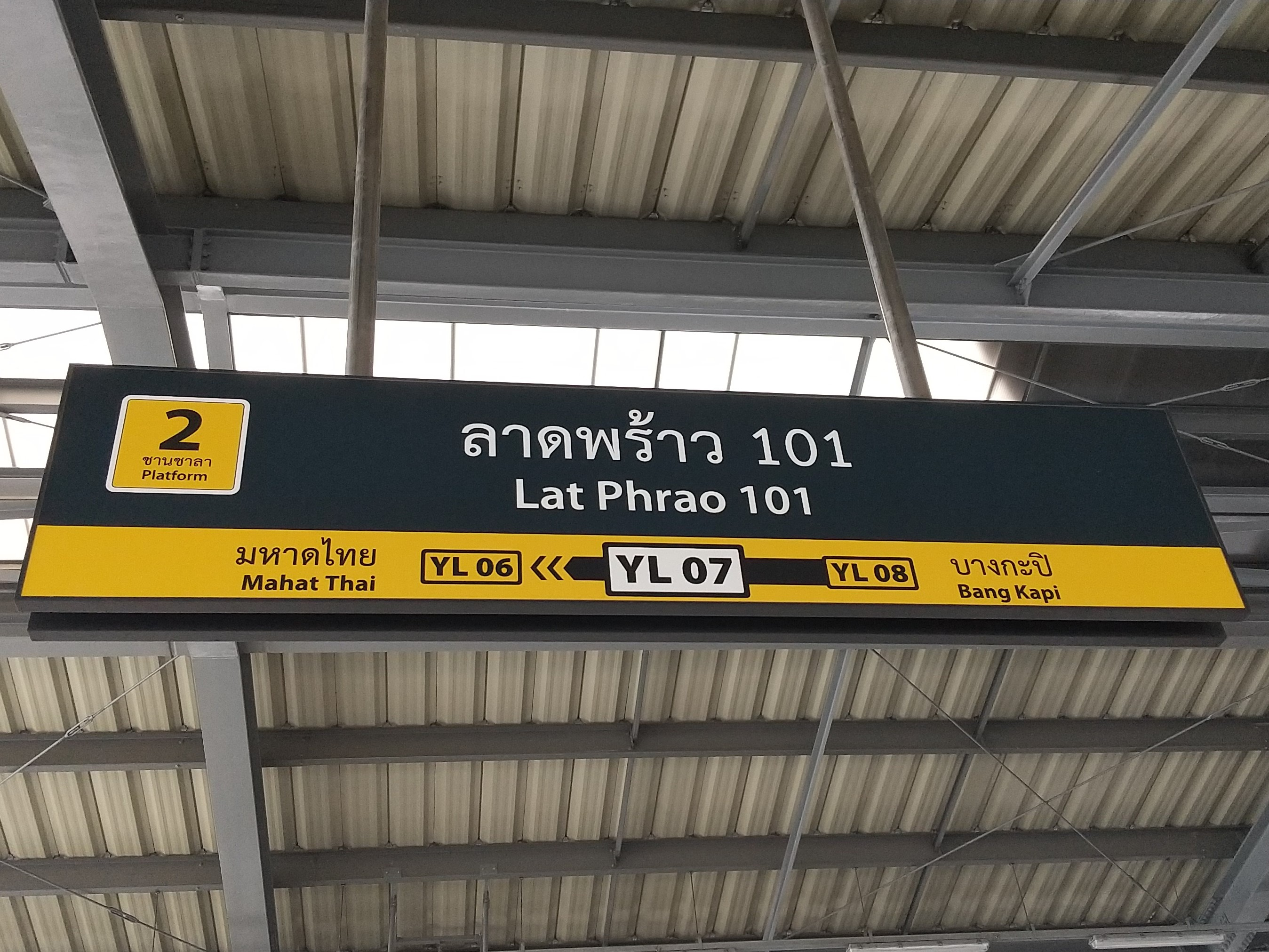
站名牌

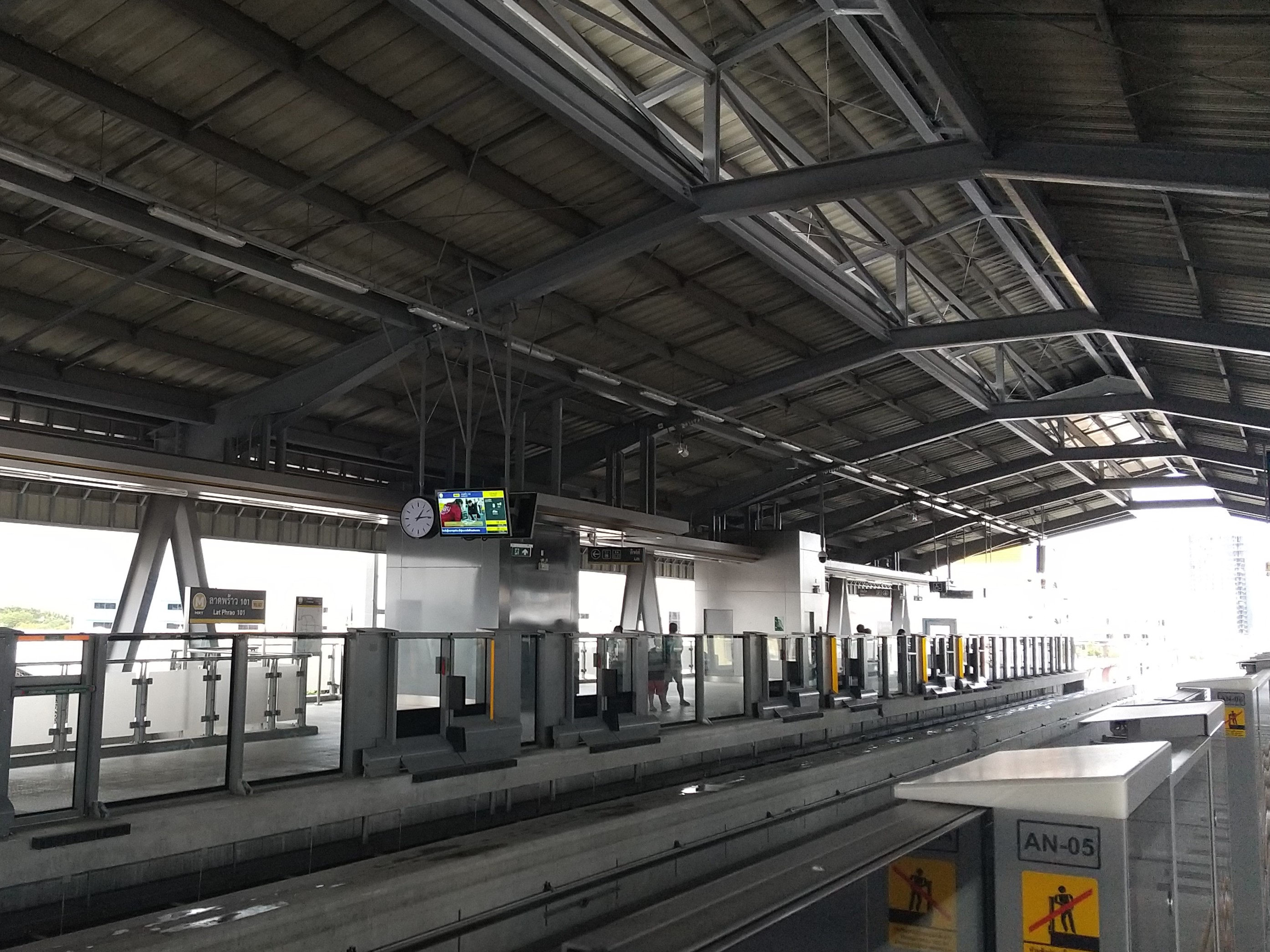
月台

樂拋101站（車站編號：YL07）位於泰王國曼谷挽甲必區Khlong Chan地區，為曼谷捷運（MRT）單軌鐵路黃線的一座車站。

## 車站概要
高架站體設於曼谷挽甲必縣樂拋路上方，近樂抛路101路口（樂抛路101巷與樂抛路128/1巷口）。站體採黃色主調以彰顯黃線識別。

## 車站構造
本站為一高架車站，月台設有半高式月台門。

### 車站樓層
| U3 月台            |                           |                                               |
| 側式月台，左側開門 |                           |                                               |
| 1月台              | Yellow前往三榕 ( 挽甲必 ) |                                               |
| 2月台              | Yellow前往叻拋 ( 瑪哈泰 ) |                                               |
| 側式月台，左側開門 |                           |                                               |
| U2 售票層          | 車站大廳                  | 旅遊服務中心、1-4號出口 售票口、自動售票機    |
| G 平面層           | –                         | 巴士站、那空泰（Nakhon Thai）生鮮市場、樂拋路 |

### 車站出口
本站設4處出入口，包括：
- 1號出口：樂拋路101巷、那空泰（Nakhon Thai）生鮮市場

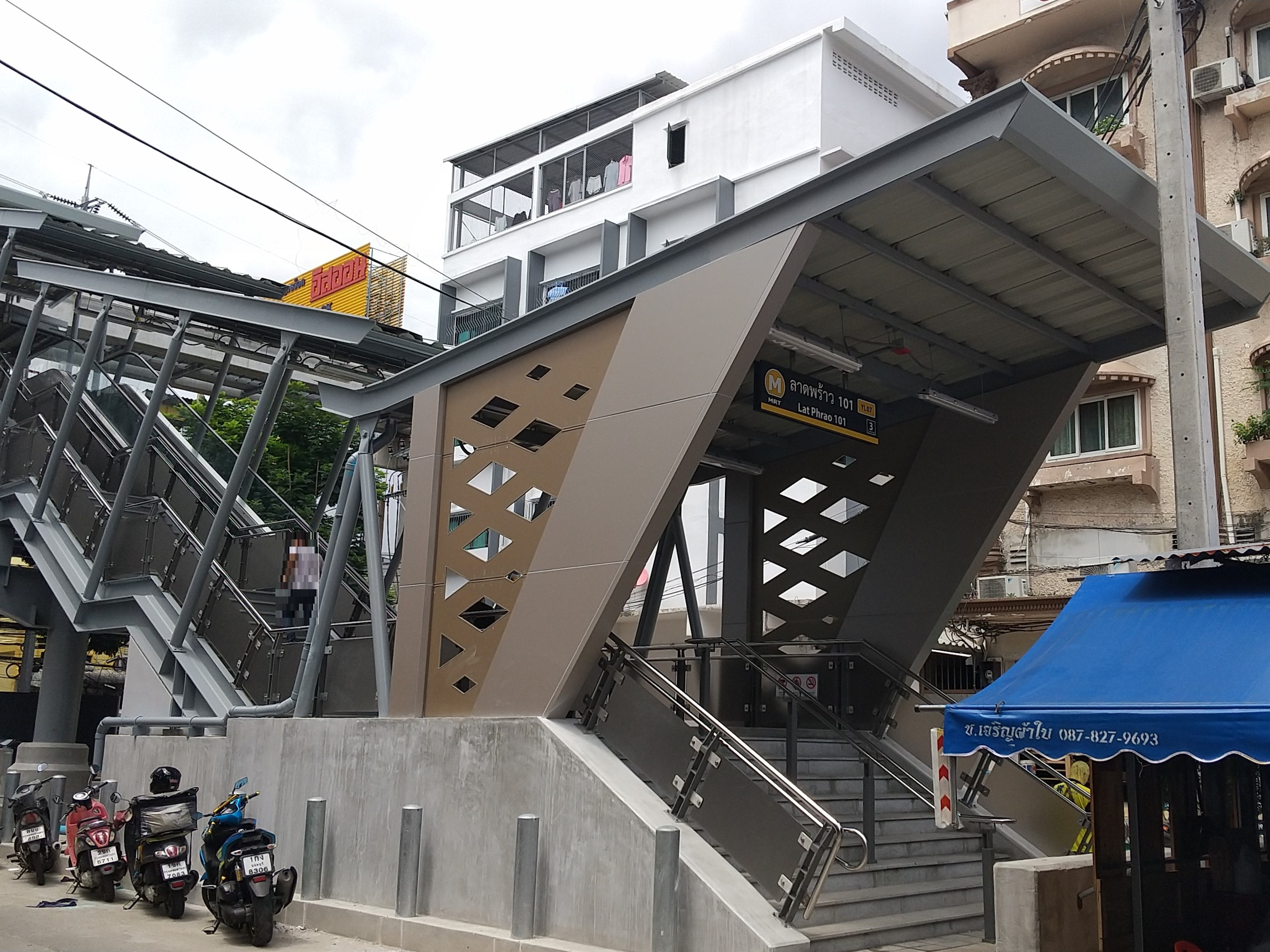
3號出口

- 2號出口：樂抛路101/1巷
- 3號出口：樂抛路128/3巷
- 4號出口：樂抛路128/1巷

## 資料來源
1. ↑  . www.mrta.co.th.   [2023-06-09]. （原始内容存档于2023-06-18）.
2. ↑  . MRTA Official Website. （原始内容存档于2017-12-16）.
3. ↑  . The List.   [2025-01-01]. （原始内容存档于2023-09-11）.